# Murmur
Az 1983-as Murmur a R.E.M. debütáló nagylemeze. A kritikusok figyelmét egyedi hangzásával, rejtélyes szövegeivel, Peter Buck gitárjátékával és Mike Mills basszus-melódiáival keltette fel.
A Billboard albumlistáján a 36. helyig jutott. A Radio Free Europe kislemez a 78. helyig jutott a Billboard Hot 100-on. Az elismerések ellenére az eladások alulmaradtak az elvárásoktól. 1991-ben lett aranylemez (500 000 eladott példány). 1989-ben a Rolling Stone Az 1980-as évek 100 legjobb albuma listáján a 8. lett, a VH1 minden idők 92. legjobb albumának nevezte. Minden idők 500 legjobb albumának listáján a 197. lett. Szerepel az 1001 lemez, amit hallanod kell, mielőtt meghalsz című könyvben.

## Az album dalai
| 1. | Radio Free Europe      | Bill Berry, Peter Buck, Mike Mills, Michael Stipe | 4:06 |
| 2. | Pilgrimage             | Berry, Buck, Mills, Stipe                         | 4:30 |
| 3. | Laughing               | Berry, Buck, Mills, Stipe                         | 3:57 |
| 4. | Talk About the Passion | Berry, Buck, Mills, Stipe                         | 3:23 |
| 5. | Moral Kiosk            | Berry, Buck, Mills, Stipe                         | 3:31 |
| 6. | Perfect Circle         | Berry, Buck, Mills, Stipe                         | 3:29 |

| 1. | Catapult           | Berry, Buck, Mills, Stipe             | 3:55 |
| 2. | Sitting Still      | Berry, Buck, Mills, Stipe             | 3:17 |
| 3. | 9-9                | Berry, Buck, Mills, Stipe             | 3:03 |
| 4. | Shaking Through    | Berry, Buck, Mills, Stipe             | 4:30 |
| 5. | We Walk            | Berry, Buck, Mills, Stipe             | 3:02 |
| 6. | West of the Fields | Berry, Buck, Mills, Stipe, Neil Bogan | 3:17 |

## Közreműködők

### R.E.M.
- Bill Berry – ütőhangszerek, dob, basszusgitár, zongora, háttérvokál
- Peter Buck – gitár
- Mike Mills – basszusgitár, dob, zongora, háttérvokál
- Michael Stipe – ének

### További közreműködők
- Greg Calbi – mastering
- Don Dixon – producer, basszusgitár a Perfect Circle-ön
- Mitch Easter – producer
- Carl Grasso – művészi design
- Ann Kinney – művészi design
- Sandra Lee Phipps – fényképek, művészi design

## Fordítás
Ez a szócikk részben vagy egészben a Murmur (album) című angol Wikipédia-szócikk ezen változatának fordításán alapul.  Az eredeti cikk szerkesztőit annak laptörténete sorolja fel. Ez a jelzés csupán a megfogalmazás eredetét és a szerzői jogokat jelzi, nem szolgál a cikkben szereplő információk forrásmegjelöléseként.